# Shark Buggy Shop
Shark Buggy Shop war ein britischer Hersteller von Automobilen.

## Unternehmensgeschichte
Derry Treacy gründete 1970 das Unternehmen im Londoner Stadtteil Wembley und begann mit der Produktion von Automobilen und Kits. Der Markenname lautete Shark. Für die Fertigung kompletter Fahrzeuge gab es eine Fabrik in Cricklewood. 1971 folgte der Umzug nach Staples Corner. 1972 übernahm der Bruder Barry Treacy in seinem Unternehmen Woolferace Wheels die Produktion. Im gleichen Jahr endete die Produktion. Insgesamt entstanden etwa 302 Exemplare.

## Fahrzeuge
Das am häufigsten verkaufte Modell war ein VW-Buggy. Er ähnelte den Buggies von GP, allerdings war die Front anders gestaltet. Die Basis bildete ein gekürztes Fahrgestell vom VW Käfer. Der Preis für einen Bausatz lag mit 112 Pfund relativ niedrig. Von diesem Modell entstanden etwa 300 Exemplare.
Das Modell T stand von 1971 bis 1972 im Angebot. Es war ein Hot Rod, der einem Ford Modell T ähnelte. Laut Anzeige konnte jeder Motor zwischen 1500 cm³ Hubraum und 7000 cm³ Hubraum verwendet werden. Ein Bausatz kostete 225 Pfund, ein Komplettfahrzeug ab 960 Pfund. Lediglich zwei Exemplare entstanden.